# George Godolphin Osborne (8. książę Leeds)
George Godolphin Osborne, 8. książę Leeds (ur. 16 lipca 1802 w Gogmagog Hills, zm. 8 sierpnia 1872 tamżę) – brytyjski arystokrata i polityk.
Był synem Francisa Godolphina Osborne’a, 1. barona Godolphin i Elizabeth Charlotte Eden. 24 października 1824 roku ożenił się z Harriet Emmą Arundel Stewart, z którą miał ośmioro dzieci. W 1859 roku został 8. hrabią Leeds po tym jak jego kuzyn Francis D’Arcy-Osborne, 7. książę Leeds zmarł bezdzietnie.